# Lauren Mendoza
Lauren Mendoza (* 11. Juli 2003) ist eine bolivianische Leichtathletin, die sich auf den Sprint spezialisiert hat.

## Sportliche Laufbahn
Erste Erfahrungen bei internationalen Meisterschaften sammelte Lauren Mendoza im Jahr 2018, als sie bei den U18-Meisterschaften in Cuenca mit der bolivianischen 4-mal-100-Meter-Staffel in 49,67 s den vierten Platz belegte. 2023 gelangte sie bei den Südamerikameisterschaften in São Paulo mit 46,89 s auf Rang fünf und im November verpasste sie bei den Panamerikanischen Spielen in Santiago de Chile mit 45,85 s den Finaleinzug. Im Jahr darauf belegte sie bei den Ibero-Amerikanischen Meisterschaften in Cuiabá in 45,09 s den fünften Platz und im September gelangte sie bei den U23-Südamerikameisterschaften in Bucaramanga mit 12,18 s auf Rang acht im 100-Meter-Lauf. Zudem wurde sie in 25,22 s Sechste über 200 Meter. 2025 belegte sie bei den Hallensüdamerikameisterschaften in Cochabamba in 7,43 s den sechsten Platz im 60-Meter-Lauf.
2024 wurde Mendoza bolivianische Meisterin im 200-Meter-Lauf sowie in der 4-mal-100-Meter-Staffel.

## Persönliche Bestzeiten
- 100 Meter: 11,95 s (+1,3 m/s), 21. April 2024 in Cochabamba
  - 60 Meter (Halle): 7,43 s, 22. Februar 2025 in Cochabamba
- 200 Meter: 24,58 s (−0,3 m/s), 9. Juni 2024 in Cochabamba
  - 200 Meter (Halle): 24,96 s, 9. Februar 2025 in Cochabamba